# Rue Rogier (Reims)
La rue Rogier est une voie de la commune de Reims, située au sein du département de la Marne, en région Grand Est.

## Situation et accès
La rue Rogier appartient administrativement au quartier centre-ville de Reims.

## Origine du nom
Elle porte le nom d'une ancienne famille rémoise qui donna trois lieutenants de habitants aux XVIIe et XVIIIe siècles (Jean Rogier, ?).

## Historique
Après avoir porté les noms de « rue Canneton » et « rue de la Truie-qui-file » elle prend sa dénomination actuelle en 1841.

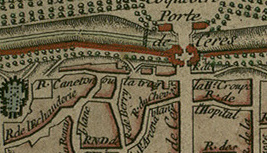
Les rues Canneton et Truie-qui-file en 1775 sur le plan Coutan.

## Bâtiments remarquables et lieux de mémoire

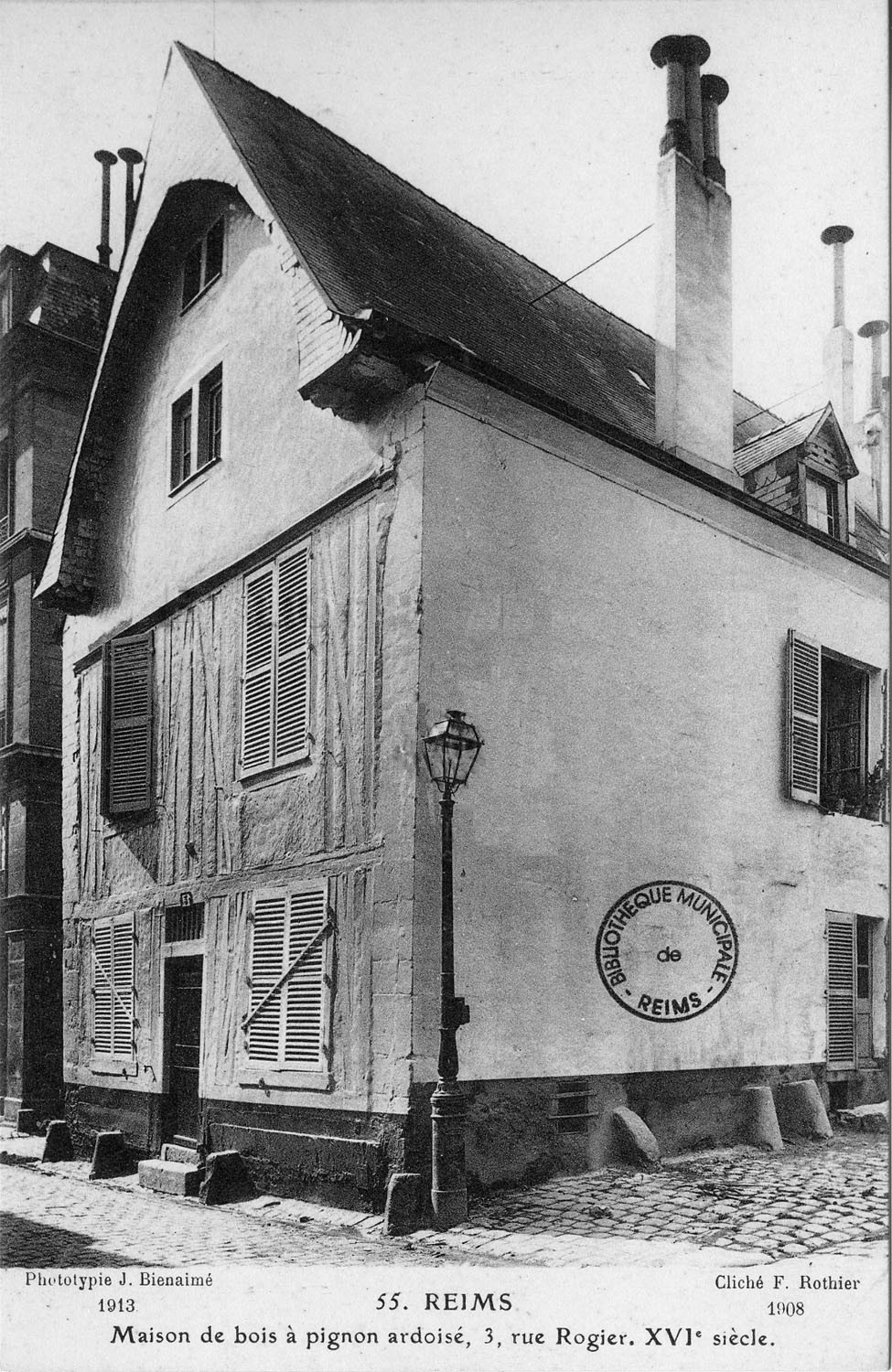
Le n°3 en 1908 photographié par François Rothier.